# Чорні діри та складки часу
Чорні діри та складки часу: Зухвала спадщина Ейнштейна (англ. Black Holes & Time Warps: Einstein's Outrageous Legacy) — науково-популярна книга фізика Кіпа Торна, видана в 1994 році. У ній подано огляд історії та основних ідей теорії чорних дір, починаючи з їх виникнення в механіці Ньютона і до початку 1990-х років.

## Вміст
В чотирнадцяти розділах Торн приблизно в хронологічному порядку простежує розвиток уявлень про чорні діри.
Спочатку він описує кризу ньютонівської фізики, спричинену експериментом Майкельсона–Морлі, потім розвиток спеціальної теорії відносності і загальної теорії відносності Ейнштейна. Чорні діри виникають як можливий розв'язок рівнянь Ейнштейна, але більшість фізиків відкидають їх як фізично неправдоподібні. Робота Субрахманьяна Чандрасекара припустила, що колапс зірок, які перевищують певну масу, не може підтримуватися тиском виродження, але цей результат був оскаржений більш престижним Артуром Стенлі Еддінгтоном і не був повністю прийнятий протягом кількох десятиліть. Коли реальність об'єктів, які володіють горизонтом подій, нарешті отримала широке визнання, було створено основу для ретельного дослідження властивостей таких об'єктів, що дало дивовижний результат, що чорні діри не мають волосся, тобто їхні властивості цілком визначені. їх масою, швидкістю обертання та електричним зарядом.
Розвиваючись окремо від теоретичних досліджень теорії відносності та з удосконаленням радіоастрономії, астрофізика почала проводити незвичайні спостереження надзвичайно інтенсивних радіоджерел, які, очевидно, були розташовані за межами Чумацького Шляху. Після консультації з фізиками-теоретиками стало очевидним, що єдиним розумним поясненням цих джерел є надзвичайно великі чорні діри, що знаходяться в ядрах галактик, виробляючи інтенсивне випромінювання під час живлення, а у випадку квазарів викидаючи неймовірно потужні струмені матеріалу у протилежних напрямках, нагріваючи навколишній галактичний газ, поки він не засвітився в радіочастотах.
Торн описує набагато менш зрілий пошук гравітаційних хвиль, явищ, які, за прогнозами, виникнуть в результаті зіткнень наднових і чорних дір, але ще не спостерігалися в 1993 році (і, справді, безпосередньо не спостерігалися до 2015 року, відкриття, яке призвело до того, що Торн отримав частку Нобелівська премія з фізики 2017 року).
У 1970-х роках з'явилося вражаюче передбачення Стівена Гокінга про випаровування чорної діри, засноване на квантових флуктуаціях поблизу горизонту подій.
Ближче до кінця тексту Торн має справу з набагато більш спекулятивним питанням про природу ядра чорної діри; так звана гравітаційна сингулярність, передбачена рівняннями поля Ейнштейна. Вводячи квантову поведінку до викривленого простору-часу, кілька фізиків припустили, що чорні діри не мають справжньої математичної сингулярності, а скоріше є областю хаотичного простору, в якому не існує часу. Поведінка цього простору та матеріалу, який наближається до нього, недостатньо вивчена, повне поєднання теорії відносності та квантової фізики ще належить досягти. У останньому розділі Торн заглиблюється в ще більш спекулятивні питання, пов'язані з фізикою чорних дір, включаючи існування та природу червоточин і машин часу.

## Відгуки
«Нью-Йорк Таймс» написала про книгу, що «складні міркування, які в ній втілено, полегшуються спритним, анекдотичним підходом, а також винахідливими малюнками та схемами автора». Kirkus Reviews висловив думку, що «читач повинен пробратися через багато-багато сторінок теорії та діаграм — очевидних для експерта, але надто складних для читача-професіонала. Торн насправді є найсильнішим для читача-початківця, коли він має справу з історією спільноти фізиків».
Схвальні відгуки на книгу опублікували American Scientist, Science, The Observatory.